# メフディ＝セリム・ヘリフィ

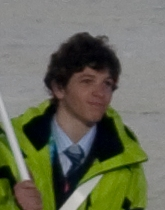
Mehdi-Sélim Khelifi

メフディ＝セリム・ヘリフィ（Mehdi-Selim Khelifi、1992年9月1日 - ）はアルジェリアの男子クロスカントリースキー選手。フランスのピレネー＝オリアンタル県プラード出身。
17歳で出場した2010年のバンクーバーオリンピックではアルジェリアから唯一の出場選手となった。男子15kmに出場、トップのダリオ・コログナから8分2秒2遅れの41分38秒5で84位となった。